# Joe Petagno
 (janvier 2012).
Si vous disposez d'ouvrages ou d'articles de référence ou si vous connaissez des sites web de qualité traitant du thème abordé ici, merci de compléter l'article en donnant les références utiles à sa vérifiabilité et en les liant à la section « Notes et références ».
Joe Petagno, né le 1er janvier 1948, est un artiste américain connu principalement pour ses créations de pochettes d'albums de rock et heavy metal. Il a notamment travaillé avec Motörhead, Pink Floyd, Led Zeppelin, Sodom et Nazareth.